# 清原奈侑
清原奈侑（日语：／ Kiyohara Nayu，1991年5月1日—）是一名出生於日本大阪府的壘球選手，司職捕手，目前效力於日本壘球聯盟日立。她原先擁有韓國國籍，高中時意識到國籍問題，之後為了能夠代表日本參加國際比賽而選擇獲取日本國籍。她曾隨隊參加2020年夏季奧林匹克運動會壘球比賽，結果獲得金牌。

## 獎項
- 日本女子壘球聯盟最佳九人：1回（捕手部門：2018年）

## 外部連結
- 清原奈侑的X（前Twitter）
- 清原奈侑的Instagram帳戶